# Ptychadena bunoderma
Ptychadena bunoderma är en groddjursart som först beskrevs av George Albert Boulenger 1907.  Ptychadena bunoderma ingår i släktet Ptychadena och familjen Ptychadenidae. IUCN kategoriserar arten globalt som livskraftig. Inga underarter finns listade i Catalogue of Life.